# Buratino

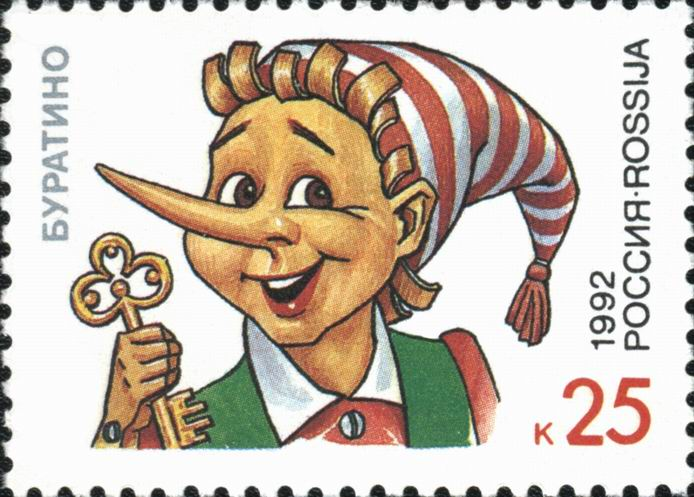
Znaczek pocztowy z postacią Buratino

Buratino (ros. Буратино) – wzorowany na Pinokiu bohater książki dla dzieci Złoty kluczyk, czyli niezwykłe przygody pajacyka Buratino Aleksieja Nikołajewicza Tołstoja, na polski przetłumaczonej przez Juliana Tuwima. Postać Burattino pochodzi z Commedia dell’arte. Storia di un burattino było pierwszą wersją książki Przygody Pinokia Carla Collodiego. Ze względów politycznych Buratino był popularniejszy w ZSRR (i początkowo w krajach socjalistycznych) od „kapitalistycznego” Pinokia (por. Wiesiołyje kartinki).
Książka została wydana w 1936 roku, a Pinokio był publikowany przez Carla Collodiego od 1880 roku.
Książka dla dzieci zawiera złośliwe aluzje na temat poety Aleksandra Błoka.